# Sajnin
Sajnin (en hebreo: סכנין) (en árabe: سخنين) es una ciudad árabe israelí situada en el Distrito Norte de Israel. Se encuentra en la baja Galilea, a 23 kilómetros al este de Acre. Sajnin fue declarada ciudad en 1995. En 2021 tenía una población de 32.743 habitantes, La mayoría de ellos son musulmanes, pero hay una importante minoría cristiana. En Sajnin vive la mayor comunidad de musulmanes sufíes de Israel, con unos 80 miembros aproximadamente.

## Geografía
Sajnin se encuentra ubicada sobre tres colinas dentro de un valle rodeado de montañas, la mayor de las cuales tiene 602 metros de alto. Sus alrededores están casi por completo cubiertos de olivares e higueras, así como de matorrales de orégano y sésamo.  

## Historia
La historia de Sajnin consta de al menos 3500 años de antigüedad, con la primera mención a la ciudad en el año 1479 a. C.. En ese año, los registros egipcios de Tutmosis II mencionan a Sajnin como un centro de producción de colorante índigo. Otros registros de Sargón II, rey asirio, también mencionan la ciudad como Suginin.  
La ciudad está situada en el sitio de la antigua Sikhnin, de la que quedan todavía antiguas columnas y cisternas. Flavio Josefo la menciona como Sogane, una ciudad que se encontraba fortificada en el año 66 d. C. Sajnin prosperó durante la conquista romana en el siglo II de nuestra era. Cerca de la mezquita de la ciudad, ubicada en el casco histórico, se ha excavado una cisterna con restos de cerámica que datan de los siglos I al V d. C.
En la época de las Cruzadas, la ciudad pasó a ser conocida como Zecanin. En 1174 fue una de las casales (aldeas) otorgadas a un tal Phillipe le Rous, cuyos descendientes confirmaron la venta de este feudo en 1236 con el nombre de Saknin.

### Imperio otomano
En 1596, Sajnin aparece en un registro de tasas otomano como parte de la nahiya de Akka (Acre), en el liwa de Safad. Tenía una población de 66 hogares y 8 solteros, todos ellos musulmanes. Pagaban impuestos por el trigo, la cebada, los olivos, el algodón y un molino de agua.
En 1859, el cónsul británico Rogers calculaba que Sajnin tenía una población de 1.100 habitantes y una superficie cultivada de unos 100 feddan (0,42 kilómetros cuadrados), mientras que, en 1875, Victor Guérin dejó constancia de 700 habitantes, entre los que se contaban musulmanes, griegos ortodoxos y "griegos cismáticos".
En 1881, el Estudio de Palestina Occidental del Fondo para la Exploración de Palestina describió a Sajnin como "un gran pueblo de piedra y adobe entre hermosos olivares y con una pequeña mezquita. El suministro de agua proviene de un gran estanque a aproximadamente media milla hacia el sureste. Los habitantes son musulmanes y cristianos".
Un listado de población de 1887 mostraba que Sajnin tenía alrededor de 1.915 habitantes, de los que 1.640 era musulmanes, 150 eran cristianos católicos y 125 eran cristianos ortodoxos griegos.

### Mandato británico de Palestina
En el censo de Palestina de 1922, llevado a cabo por las autoridades del Mandato británico de Palestina, Sajnin tenía reflejada una población de 1.575 habitantes, 1.367 de los cuales eran musulmanes y 208 cristianos (87 ortodoxos y 121 melquitas). La población había crecido en el censo de 1931 hasta los 1.891 habitantes; 1.688 musulmanes, 202 cristianos y 1 judío, que vivían en un total de 400 casas.
Hacia 1945, Sajnin tenía 2.600 habitantes; 2.310 musulmanes y 290 cristianos. La superficie total del pueblo era de 70.192 (70,192 kilómetros cuadrados); de estos, 3.622 dunams se usaban para plantaciones y regadíos, 29,366 estaban destinados a cereales y 169 eran terreno urbanizado.

### Israel

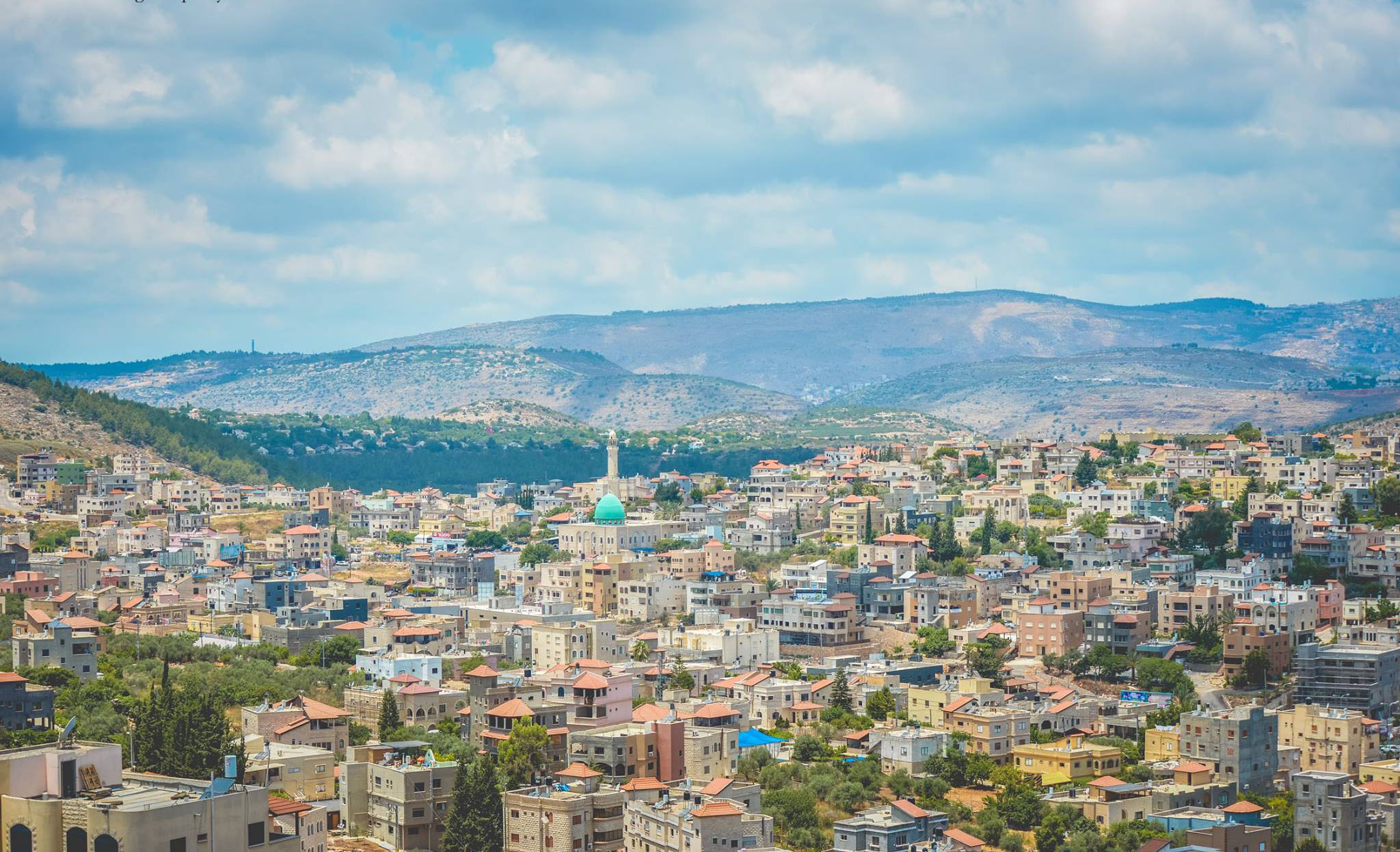
Vista general de Sajnin

Durante la guerra árabe-israelí de 1948, Sajnin se rindió a las fuerzas israelíes el 18 de julio de 1948, durante la Operación Dekel, pero fue recapturada por las fuerzas árabes poco tiempo después. Finalmente se rindieron sin batalla y la entregaron a las fuerzas israelíes a finales de octubre de 1948. Muchos de sus habitantes huyeron hacia el norte en un éxodo conocido como la Nakba, mientras que unos pocos permanecieron en la ciudad y no fueron expulsados por las tropas israelíes. La ciudad, como el resto de la población palestina del Estado de Israel, permaneció regida por la ley marcial hasta 1966. 
En 1976, Sajnin saltó a la fama a nivel mundial cuando se organizó por primera vez el Día de la Tierra, que se ha convertido en la fecha más importante para sus habitantes, para protestar contra la confiscación por parte del gobierno israelí de unos 20 kilómetros cuadrados de su superficie municipal destinados a crear nuevos asentamientos judíos en la Galilea. Seis de sus habitantes fueron abatidos por los soldados israelíes cuando se manifestaban de manera pacífica y más de 60 fueron heridos durante las protestas, y otros tres más murieron durante ese mismo año a manos de la policía israelí.
En las elecciones parlamentarias de 2019, el partido más votado en Sajnin fue la coalición Ra'am-Balad, que obtuvo el 60% de los sufragios.

## Deportes

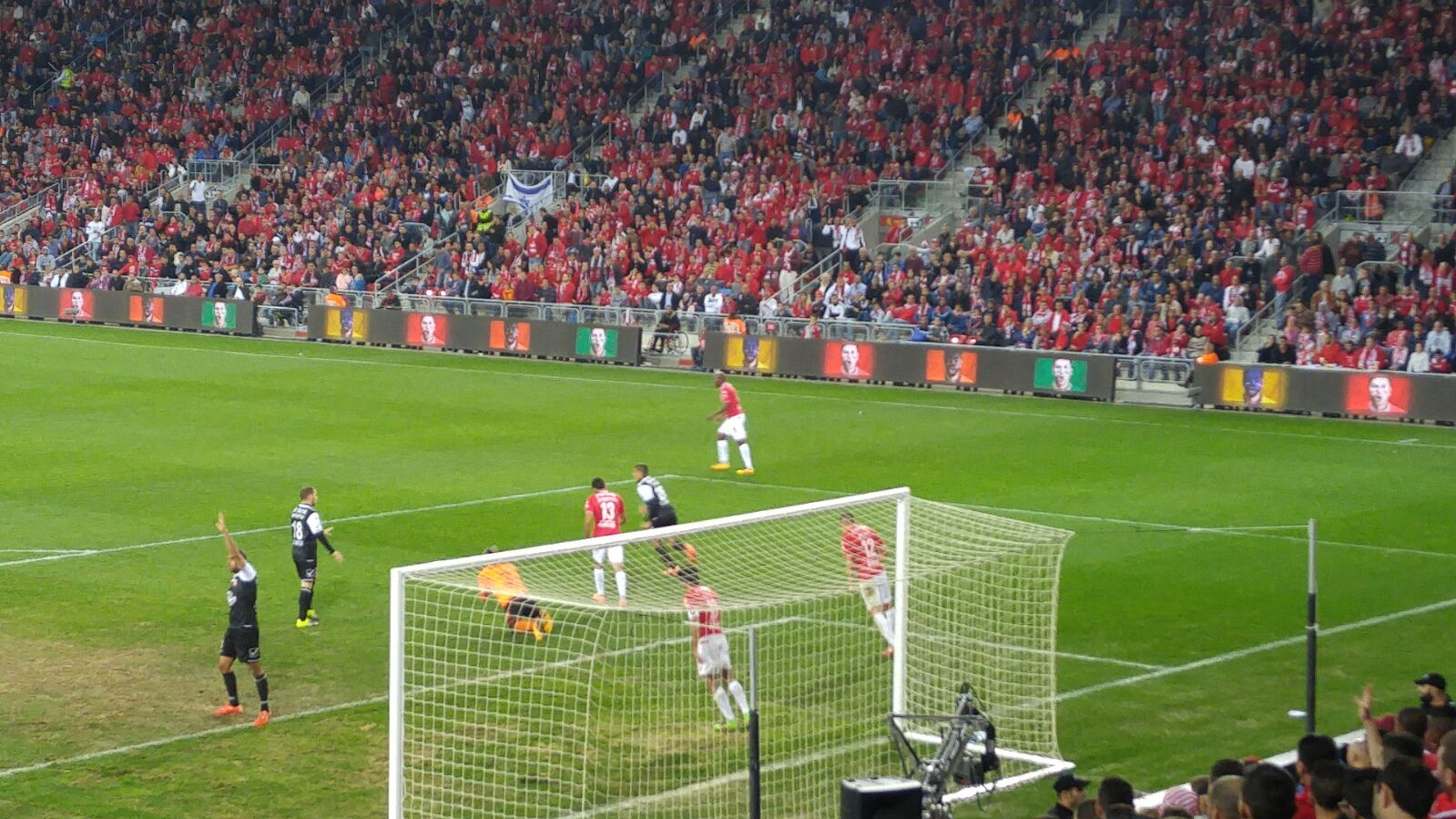
Partido entre el Bnei Sajnin y el Hapoel Beerseba.

En 2003, el equipo de fútbol de Sajnin, Bnei Sakhnin, se convirtió en uno de los primeros equipos árabes en jugar en la liga premier de Israel. En 2004 el equipo ganó la Copa de Israel, convirtiéndose en el primer equipo árabe que lo lograba, y obteniendo el derecho de participar en la Copa de la UEFA en la temporada siguiente, en la que fue eliminado por el Newcastle United. En julio de 2008, el Bnei Sajnin se enfrentó al Deportivo de La Coruña en la Copa Intertoto, con resultado de 1-2 en la ida (en Sajnin) y 1-0 en el de vuelta (en La Coruña) a favor del equipo español.
El equipo estrenó estadio en 2005 con la inauguración del Doha Stadium, financiado por el gobierno israelí y el comité olímpico catarí, país cuya capital da nombre al estadio. El Doha Stadium tiene una capacidad de 5.000 espectadores.
Sajnin también es la ciudad natal de Abbas Suan, un futbolista internacional israelí de origen palestino que jugó en el Bnei Sajnin. La ciudad y su equipo de fútbol fueron protagonistas del documental de 2010 After the Cup: Sons of Sajnin United (Tras la Copa: Hijos del Sajnin Unido).